# Кропивник (потік)
Кропи́вник — гірський потік в Україні, у Дрогобицькому районі Львівської області. Лівий доплив Стрию (басейн Дністра).

## Опис
Довжина потоку приблизно 6,62 км, найкоротша відстань між витоком і гирлом — 5,67 км, коефіцієнт звивистості потоку — 1,17. Формується багатьма безіменними гірськими струмками. Потік тече у межах Українських Карпат.

## Розташування
Бере початок на південно-східних схилах гори Кругла (783,3 м). Тече переважно на південний схід понад горами Щербин (812,4 м), Буковець (804,9 м), через село Старий Кропивник, і в Новому Кропивнику впадає у річку Стрий, праву притоку Дністра.